# Аттлинг, Ева
Ева Катарина Аттлинг (швед. Efva Katarina Attling; род. 18 февраля 1952, Стокгольм, Швеция) – шведский ювелир,  фотомодель, танцовщица и певица.

## Биография
Ева Аттлинг родилась в семье музыкантов в Стокгольме. Помимо неё в семье ещё четверо дочерей – Сюзанна, Лена, Луиза и Агнета. Аттлинг работала моделью на протяжении 12 лет. В 1981 году она создала поп-группу X-models, среди самых популярных песен которых Två av oss и Hemlighet. За свою сольную карьеру певицы Аттлинг выпустила альбомы Stormvarning, Nerver и Sanningen ligger på min säng.
На данный момент Ева Аттлинг работает ювелиром и имеет собственный салон в районе Сёдермальм, в Стокгольме. Её украшения можно купить по всему миру. Также Аттлинг разрабатывает дизайн очков для фирмы Synsam и винных бокалов для Orrefors. Ева Аттлинг создала две статуэтки для почетных премий – приз шведской музыкальной премии Граммис, который используется с 2008 года, и приз Polar Music Prize, которая используется с 2014 года.

## Семья
Ефва Аттлинг была замужем за шведским певцом Никласом Стрёмстедтом, у них есть двое сыновей. 25 января 1996 года Аттлинг вступила в официальное партнёрство с Евой Дальгрен. 15 ноября 2009 пара вступила в официальный брак.